# 小行星6270
小行星6270（英語：6270 Kabukuri）是一颗围绕太阳公转的小行星。1991年1月18日，伊野田繁、浦田武在烏山町发现了此天体。
这颗小行星的绝对星等为122.2193706030522等。